# 晉魁
晉魁（1871年—？年），入民國後取漢姓黃，蒙古鑲白旗人，駐防湖北荊州，光緒二十九年癸卯科中繙譯進士，簽分禮部，任學習主事，屬額外司員，入進士館學習，宣統元年由禮部調任民政部。二年秋，仍以禮部候補主事任民政部額外委員，冬升任民政部員外郎（屬候補司員），民國四年保免試縣知事，分發湖南，民國四年十月到省，歷任祁陽縣知事、新田縣知事，年內離任。